# Dimitri Verhulst

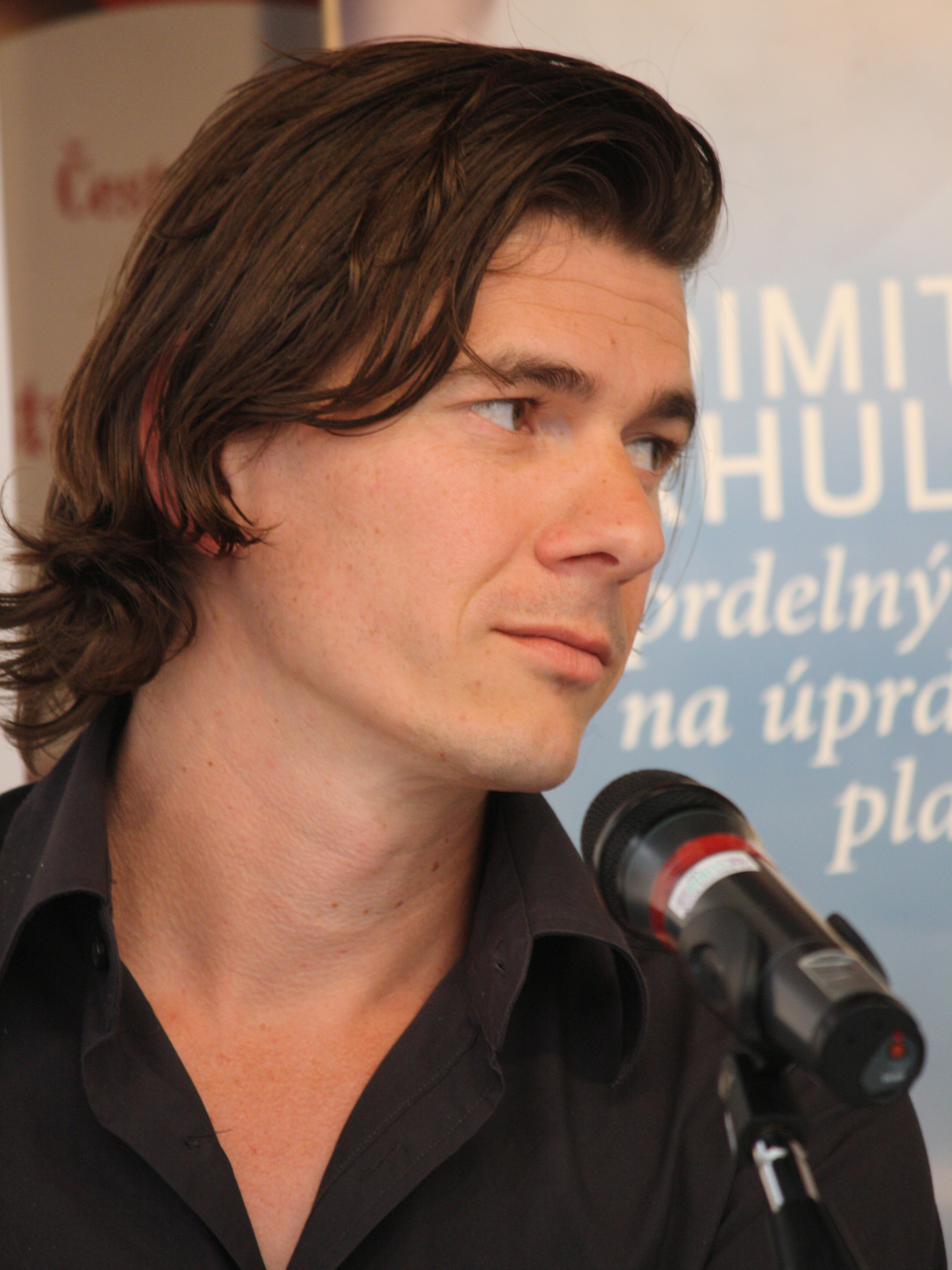
Dimitri Verhulst (2011)

Dimitri Verhulst (Alost, 2 de octubre de 1972) escritor flamenco. La novela que le situó como uno de los talentos más interesantes y transgresores de la nueva narrativa europea fue Hotel Problemski, traducida a más de diez idiomas.

## Biografía
Dimitri Verhulst proviene de una familia desestructurada y pasó su infancia en hogares de acogida e instituciones. Como escritor debutó en 1999 con una colección de relatos basada en su vida, De kamer hiernaast. 
La adaptación al cine de su novela La lamentabilidad de las cosas ganó el premio Arte y Ensayo en el Festival de Cannes de 2009, fue premiada en el 17° Festival Internacional de Cine de Hamptons. y representó a Bélgica en la 82° Ceremonia de los Premios Óscar en la categoría Óscar a la mejor película extranjera. 

## Publicaciones
- 1994. Assevrijdag     (Viernes de Ceniza)
- 1999. De kamer hiernaast (La habitación de     al lado)
- 2001. Niets,     niemand en redelijk stil (Nada,     nadie y razonablemente tranquilo)
- 2001. Liefde,     tenzij anders vermeld (Amor, a     menos que se indique lo contrario)
- 2002. De     verveling van de keeper (El     aburrimiento del portero)
- 2003. Problemski     Hotel
- 2004. Dinsdagland     (Martes Tierra)
- 2005. Yerma     vraagt een toefeling, traducción de Yerma de Federico García     Lorca
- 2005. Boekendiefstal is een zegen voor de     middenstand (El robo de libros es una bendición para     la clase media)
- 2006. De     helaasheid der dingen (La     tristeza de las cosas) - hay una versión cinematográfica de 2009 .
- 2006. Mevrouw Verona daalt de heuvel af (La Sra. Verona desciende la colina)
- 2008. Godverdomse     dagen op een godverdomse bol (Malditos días en una maldita esfera)
- 2010. De     laatste liefde van mijn moeder (El último amor de mi madre)
- 2011. Monoloog van iemand die het gewoon werd     tegen zichzelf te praten (Monólogo de alguien que se acostumbró a hablar     solo)
- 2011. De intrede van Christus in Brussel (La     Entrada de Cristo en Bruselas)
- 2013. De laatkomer (El último en llegar)
- 2014. Kaddisj voor een kut (Kaddish por un     coño)
- 2015. Bloedboek (Libro de la sangre)
- 2015. De zomer hou je ook niet tegen (Tú     tampoco puedes parar el verano)
- 2016. Het leven gezien van beneden (La vida     vista desde abajo)
- 2016. Spoo Pee Doo
- 2017. Stoppen met roken in 87 gedichten (Dejar     de fumar en 87 poemas)
- 2019. De pruimenpluk (La elección de la     ciruela)
- 2022. Hebben     en zijn (Tener y ser)

## Premios
- ·        1999 – Nominada al Premio Literario NCR por La habitación de al lado.
- ·        2001 – Nominado para el Premio Buddingh por Amor, a menos que se indique lo contrario.
- ·        2007 – Nominada al Premio de Literatura AKO por La señora Verona desciende la colina.
- ·        2007 – Premio del público Búho Dorado por La desgracia de las cosas.
- ·        2008 – De Inktaap por La desgracia de las cosas , premio literario juvenil Flandes, Países Bajos y Surinam.
- ·        2009 – Mejor libro 2008 Encuesta pop de Humo por Malditos días en una maldita esfera.
- ·        2009 – El Premio de Literatura Libris por Malditos días en una maldita esfera.
- ·        2014 – Mejor libro 2013 Encuesta pop de Humo por The Latecomer (El rezagado)
- ·        2015 – Galardonado con el Premio Tzum a la frase literaria más bella del último año.